# Lomaptera
Lomaptera is een geslacht van kevers uit de familie bladsprietkevers (Scarabaeidae). Het geslacht werd voor het eerst wetenschappelijk beschreven in 1833 door Gory en Percheron.

## Soorten
- Lomaptera abdominalis Moser, 1906
- Lomaptera aciculata Heller, 1899
- Lomaptera adelpha Thomson, 1857
- Lomaptera albertisii Gestro, 1874
- Lomaptera allardi Rigout, 1997
- Lomaptera analoga Heller, 1895
- Lomaptera annae Heller, 1899
- Lomaptera antoinei Rigout, 1997
- Lomaptera arrowi Valck Lucassen, 1961
- Lomaptera aurata Gestro, 1879
- Lomaptera australis Wallace, 1867
- Lomaptera batchiana Thomson, 1860
- Lomaptera bernsteini Valck Lucassen, 1961
- Lomaptera bonnardi Delpont, 2009
- Lomaptera bretoni Rigout, 1997
- Lomaptera bugeiae Antoine, 2004
- Lomaptera burgeoni Valck Lucassen, 1961
- Lomaptera cinnamomea Thomson, 1878
- Lomaptera concolor Schürhoff, 1935
- Lomaptera corpulenta Valck Lucassen, 1961
- Lomaptera cupriceps Janson, 1905
- Lomaptera cyclopensis Valck Lucassen, 1961
- Lomaptera darcisi Heller, 1899
- Lomaptera diaphonia Kraatz, 1880
- Lomaptera doreica Mohnike, 1871
- Lomaptera doriae Gestro, 1878
- Lomaptera eximia Schürhoff, 1935
- Lomaptera exquisita Schürhoff, 1935
- Lomaptera fluminensis Schürhoff, 1935
- Lomaptera foersteri  Moser, 1913
- Lomaptera frederici Legrand, 2006
- Lomaptera fulgida  Moser, 1910
- Lomaptera funebris Heller, 1899
- Lomaptera gagnyi Rigout, 1997
- Lomaptera geelvinkiana Gestro, 1876
- Lomaptera gestroi Valck Lucassen, 1961
- Lomaptera giesbersi Kraatz, 1894
- Lomaptera gilnicki Kraatz, 1885
- Lomaptera girouxi Le Thuaut, 2005
- Lomaptera gloriosa Raffray, 1878
- Lomaptera gracilis Valck Lucassen, 1961
- Lomaptera gressitti Rigout, 1997
- Lomaptera hackeri Lea, 1906
- Lomaptera helleri Moser, 1908
- Lomaptera helleriana Valck Lucassen, 1961
- Lomaptera heteropyga Moser, 1926
- Lomaptera horni Valck Lucassen, 1961
- Lomaptera hoyoisi Rigout, 1997
- Lomaptera humeralis Lansberge, 1880
- Lomaptera hyalina Moser, 1908
- Lomaptera inaequalis Alexis % Delpont, 2000
- Lomaptera insularis Valck Lucassen, 1961
- Lomaptera iridescens Heller, 1903
- Lomaptera jelineki Rigout, 1997
- Lomaptera joallandi Le Thuaut, 2005
- Lomaptera kaestneri Schürhoff, 1935
- Lomaptera limbata Heller, 1895
- Lomaptera linae Gestro, 1893
- Lomaptera loriae Gestro, 1893
- Lomaptera louisi Audureau, 2000
- Lomaptera lutea Janson, 1905
- Lomaptera macrophylla Gestro, 1874
- Lomaptera mayri Valck Lucassen, 1961
- Lomaptera meeki Valck Lucassen, 1961
- Lomaptera meridionalis Valck Lucassen, 1961
- Lomaptera miaae Rigout, 1997
- Lomaptera mixta Rigout, 1997
- Lomaptera mortiana Valck Lucassen, 1961
- Lomaptera moseri Heller, 1910
- Lomaptera moseriana Burgeon, 1936
- Lomaptera mutabilis Moser, 1908
- Lomaptera mycterophalloides Neervoort van de Poll, 1886
- Lomaptera mycterophallus Heller, 1905
- Lomaptera negata Heller, 1899
- Lomaptera nickerli Schoch, 1898
- Lomaptera nigroplagiata Valck Lucassen, 1961
- Lomaptera orientalis Valck Lucassen, 1961
- Lomaptera otakwana Valck Lucassen, 1961
- Lomaptera pallidipes Kraatz, 1895
- Lomaptera papua (Guérin-Méneville, 1830)
- Lomaptera pepini Rigout, 1997
- Lomaptera prasina Kraatz, 1887
- Lomaptera pseudannae Schürhoff, 1935
- Lomaptera pseudopulchella Valck Lucassen, 1961
- Lomaptera pseudorufa Heller, 1899
- Lomaptera pulchella Janson, 1905
- Lomaptera pulchra Schürhoff, 1935
- Lomaptera punctata Montrouzier, 1855
- Lomaptera pusilla Kraatz, 1887
- Lomaptera pygidialis Thomson, 1860
- Lomaptera pygmaea Kraatz, 1880
- Lomaptera ribbei Kraatz, 1885
- Lomaptera rigouti  Alexis % Delpont, 2000
- Lomaptera rosselensis Valck Lucassen, 1961
- Lomaptera rotundata Valck Lucassen, 1961
- Lomaptera rubens Janson, 1905
- Lomaptera rufa Kraatz, 1880
- Lomaptera salvadorii Gestro, 1876
- Lomaptera samuelsoni Rigout, 1997
- Lomaptera saruwagedana Schürhoff, 1935
- Lomaptera satanas Heller, 1902
- Lomaptera semicastanea Kraatz, 1887
- Lomaptera simbangensisSchürhoff, 1935
- Lomaptera sordida Schoch, 1898
- Lomaptera splendida Moser, 1913
- Lomaptera sticheri  Alexis % Delpont, 2000
- Lomaptera subarouensis Thomson, 1877
- Lomaptera thoracica Valck Lucassen, 1961
- Lomaptera tuberculata Valck Lucassen, 1961
- Lomaptera uyttenboogaarti de Jong, 1970
- Lomaptera vanemdeni Schürhoff, 1935
- Lomaptera varians Schürhoff, 1935
- Lomaptera versteegi Moser, 1926
- Lomaptera vittata Moser, 1910
- Lomaptera vrazi Schoch, 1898
- Lomaptera wahnesi Moser, 1906
- Lomaptera wollastoni Valck Lucassen, 1961
- Lomaptera xanthopyga  Gestro, 1874